# Villa Unión (La Rioja)
Villa Union est une ville de la province de La Rioja, en Argentine, et le chef-lieu du département de Coronel Felipe Varela, dans le nord de la province. La ville se trouve sur les rives du río Bermejo-Vinchina, dans la vallée formée par la Montagne de Famatina et la pré-cordillère, à 134 km (275 km par la route) à l'ouest de la capitale provinciale, La Rioja. Sa population s'élevait à 12 223 habitants en 2001, en grande majorité des descendants d'immigrants européens.
Elle est traversée par la route nationale 76 qui mène au Chili par le paso de Pircas Negras.

## Tourisme
La ville est le point de départ idéal pour les visites du parc national Talampaya ou du parc provincial Ischigualasto, tous deux classés au patrimoine mondial de l'Humanité par l'UNESCO.